# Transformers: Beast Wars II
Transformers: Beast Wars II (ビーストウォーズⅡ 超生命体トランスフォーマー - Bīsuto Wōzu Sekondo: Chō Seimeitai Toransufōmā) est une série télévisée d'animation de science-fiction japonaise en 43 épisodes de 30 minutes, produite par les studios Ashi Productions et Takara et diffusée du 1er avril 1998 au 27 janvier 1999. La série est inédite en France.

## Synopsis
La série fait suite à Animutants, mais ne fait pas partie de la continuité principale. (Elle ne prend donc pas en compte les évènements de Beast Machines.)
On suit ici les Maximals, dirigés par Leo Prime (Lio Convoy en VO), affrontant les Predacons, dirigés par Galvatron, qui cherchent à s'emparer de l'énergie Angolmois se trouvant sur la planète Gaia (qui s'avèrera être une Terre dévastée où la nature a repris ses droits) afin de dominer l'univers tout entier.

## Voix japonaises
- Hozumi Gôda  :  Lio Convoy
- Chieko Higuchi  :  Artemis
- Daisuke Ishikawa  :  Motorarm
- Eiji Takemoto  :  Dirge/Dirgegun
- Haruhi Terada  :  NaviChan
- Hiroaki Harakawa  : Santon
- Hiroaki Ichinowatari  : Sea Phantom
- Hiroki Takahashi  : Mantis, Starscream/Hellscream
- Hitoshi Bifu  :  Autocrusher, Terror Mandar
- Junji Sanechika  : Thrust/Thrustor
- Junko Takeuchi  : Moon
- Katashi Ishizuka  : Tasmania Kid
- Kazuhiko Nishimatsu  : Halfshell/God Neptune
- Kenichirô Tanabe  :  Tonbot
- Kenji Nakano  : Diver
- Kouhei Owada  :  Autojetter
- Mantarô Iwao  : Skywarp
- Masami Iwasaki  : Bighorn
- Miwa Matsumoto : Scylla
- Norihisa Mori : Scissorboy
- Ryo Naitou : DJ/Tripledacus, Ikard Octoba Barks
- Sanryo Odaka : Apache
- Tadashi Miyazawa : Autostinger, Coelagon
- Takashi Matsuyama : Megastorm/Gigastorm, Powerhug
- Takeshi Maeda : Gimlet
- Tetsuo Komura : Galvatron, Narrator
- Yumiko Kobayashi : Lio Junior/Magnaboss
- Yūji Kishi : Drillnuts, Scuba

## Épisodes
1. Titre français inconnu ( The New Army Is Here!)
2. Titre français inconnu ( White Lion, Run!)
3. Titre français inconnu ( Bighorn's Fury)
4. Titre français inconnu ( Lake Trap)
5. Titre français inconnu ( Galvatron Revived)
6. Titre français inconnu ( Mystery of the Ancient Ruins)
7. Titre français inconnu ( The Insectrons Arrive)
8. Titre français inconnu ( Friend Or Foe? Insect Robo)
9. Titre français inconnu ( The Strongest Tag Team?)
10. Titre français inconnu ( Galvatron Runs Wild)
11. Titre français inconnu ( Danger! Scissorboy)
12. Titre français inconnu ( Autorollers, Roll Out!)
13. Titre français inconnu ( Predacon General Offense!)
14. Titre français inconnu ( Combined Giant Tripledacus)
15. Titre français inconnu ( The Cheerful Jointrons)
16. Titre français inconnu ( A Terrible Combination Plan?)
17. Titre français inconnu ( Who is the Leader?)
18. Titre français inconnu ( Black Lioconvoy)
19. Titre français inconnu ( Space Pirate Seacons!)
20. Titre français inconnu ( Who is the Strongest Warrior!?)
21. Titre français inconnu ( Scuba is Saved)
22. Titre français inconnu ( Megastorm's Reckoning)
23. Titre français inconnu ( Showdown in the Sea)
24. Titre français inconnu ( To Face the Setting Sun)
25. Titre français inconnu ( The Last Battle)
26. Titre français inconnu ( Enter LioJunior!)
27. Titre français inconnu ( Megastorm Reborn)
28. Titre français inconnu ( New Weapon: The Tako-Tank)
29. Titre français inconnu ( Dark Planet Nemesis)
30. Titre français inconnu ( Gigastorm's Treachery)
31. Titre français inconnu ( The End of Starscream)
32. Titre français inconnu ( LioConvoy Assassination Plan)
33. Titre français inconnu ( The Great Angolmois Freezing Operation)
34. Titre français inconnu ( Knock Out Nemesis!)
35. Titre français inconnu ( Lio Junior's Revolt!?)
36. Titre français inconnu ( Emissary of the Fourth Planet)
37. Titre français inconnu ( Crisis of Planet Gaea)
38. Titre français inconnu ( Fly Out! Planet Gaea)
39. Titre français inconnu ( Assemble. 39th Warrior)
40. Titre français inconnu ( Revenge of the Space Pirates)
41. Titre français inconnu ( Breaking Into Nemesis)
42. Titre français inconnu ( Legend! The Green Warrior)
43. Titre français inconnu ( Farewell! Lio Convoy)